# Manuscrits de l'Edda de Snorri
Les manuscrits de l'Edda de Snorri nous étant parvenus sont au nombre de sept : six composés au Moyen Âge, l'autre vers 1600. Aucun n'est complet, et chacun présente des variantes. En plus de trois fragments, les quatre principaux manuscrits sont  : le Codex Upsaliensis, le Codex Wormianus, le Codex Trajectinus et surtout le Codex Regius.
Le Codex Upsaliensis (cote DG 11), composé dans le premier quart du XIVe siècle, est le plus ancien manuscrit conservé de l' Edda de Snorri. Il présente l’intérêt d’offrir parfois des variantes qui ne se retrouvent dans aucun des trois autres principaux manuscrits (le nom Gylfaginning, titre de la première partie de l'Edda, n’est ainsi fourni que par ce seul texte). Il est conservé à la bibliothèque de l'université d'Uppsala (Suède).
Le Codex Regius (cote GKS 2367 4°) a été rédigé dans la première moitié du XIVe siècle. Il est le plus complet des quatre manuscrits, et semble le plus proche de l'original. C'est pourquoi il sert de base aux éditions et aux traductions de l'Edda. Son nom provient de sa conservation pendant plusieurs siècles à la bibliothèque royale du Danemark. De 1973 à 1997, plusieurs centaines d'anciens manuscrits islandais ont été restitués par le Danemark à l'Islande, parmi lesquels, en 1985, le Codex Regius, qui est aujourd'hui conservé par l'Institut Árni Magnússon à Reykjavik,.
Le Codex Wormianus (cote AM 242 fol) a été rédigé au milieu du XIVe siècle[réf. nécessaire]. Il fait toujours partie de la Collection arnamagnéenne (du nom d'Árni Magnússon) à Copenhague.
Le Codex Trajectinus (cote 1374) a été rédigé vers 1600. Il s'agit d'une copie d'un manuscrit qui aurait été composé dans la seconde moitié du XIIIe siècle[réf. nécessaire]. Il est conservé à la bibliothèque de l'université d'Utrecht (Pays-Bas).